# チャクラボルティ雅

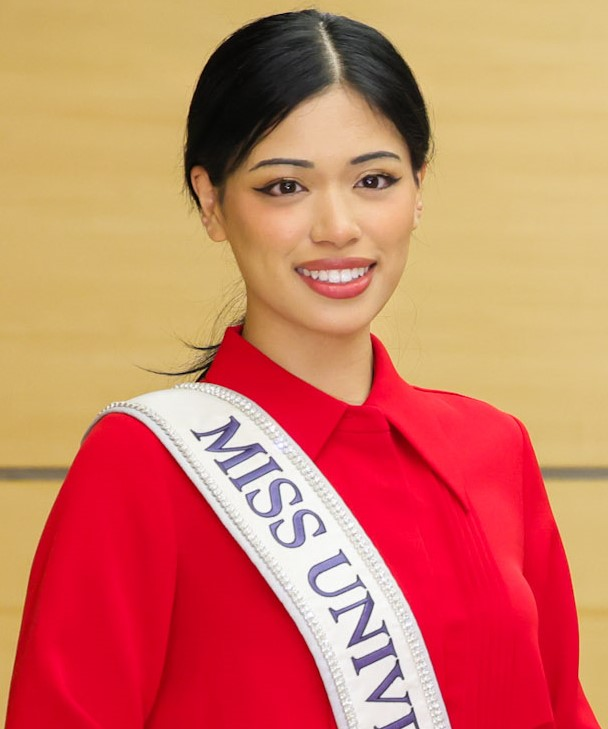
2025年4月

チャクラボルティ雅（チャクラボルティ かや、Kaya Chakrabortty、2002年頃 - ）は、2024年のミス・ユニバース・ジャパンである。兵庫県神戸市出身。名前のカタカナ表記は国内の報道に従う。

## 経歴
2002年頃、日本人の母と米国人の父のあいだに生まれる。
高校時代はフィギュアスケートの選手として活躍、全米選手権で2度優勝したこともある。ミシガン州立大学で人間生物学（英: human biology）および脳神経科学（英: neuroscience）の学位を取得して卒業（複専攻）。回復力・適応力・問題解決への総合的アプローチの重要性を大学で身に着けたことが結果としてミス・ユニバースジャパン出場にあたって非常に重要な訓練となった（本人による）。
健康教育の重要性について世界に向けた発信するチャンスを得られると思い、医学部（英: medical school）進学の前のギャップイヤー（英: gap year）にミス・ユニバース出場を決意。2024年7月25日、東京都で行われた「2024ミス・ユニバース ジャパンファイナル“Iam”」で優勝、国を代表してミス・ユニバース2024に出場する資格を得る。この時の肩書は「神戸市の英語講師ボランティア」。美しさだけでなく、質疑応答における知性と雄弁さでも審査員を感心させる。また、世界の諸問題に対する重要な視点を明確に表現する能力は審査員と観客の双方から賞賛された。
2024年11月にメキシコシティで開催された世界大会ではTop30に残る。

## 人物
- 英語、日本語、スペイン語、韓国語が堪能。救急救命士の資格を持ち、約15年間にわたって救急救命やシェルターにおける調理などボランティア活動に従事していた[7]。
- 自身の魅力は「明るい性格」。関西育ちということもありお笑い好きで、吉本の番組も視聴する[3]。